# ストーナー63
ストーナー63(Stoner 63)、あるいはM63、XM22、XM23、 XM207、Mk23 Mod 0機関銃(Mk 23 Mod 0 machine gun）とは、ユージン・ストーナーが1960年代初頭に設計した銃器である。製造は主にキャデラック・ゲージ社(en:Cadillac Gage)によって行われた。ベトナム戦争期、アメリカ海兵隊およびNavy SEALsが限定的に採用・使用したほか、少数が法執行機関に売却された。
いわゆるシステム・ウェポンで機関部を中心に重銃身と三脚を付けて重機関銃、他に部品交換で車載機銃や分隊支援火器、アサルトライフルにもなる。給弾方法も弾倉とベルト式が選択出来、給弾方向も自由であった。

## 歴史

### 開発

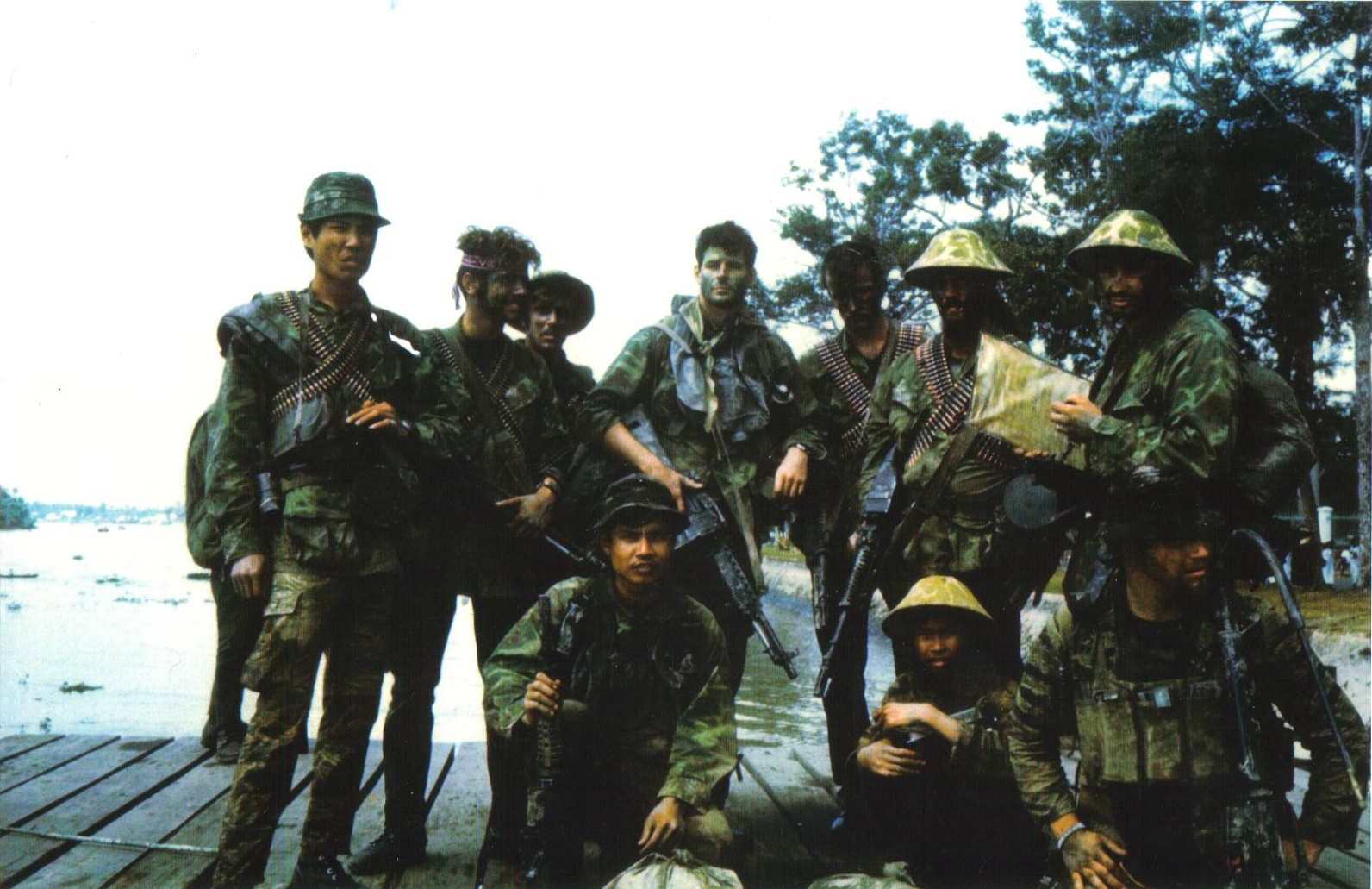
ストーナー63A1 Mk23 Mod 0 コマンドで武装するNavy SEALs隊員。標準のストーナー63よりも短い15.7 in銃身を備える。（1970年、ベトナム）

AR-15（制式名：M16）やAR-10など多くの軍用小火器の開発に責任者として携わっていたことで知られるユージン・ストーナー技師は、アーマライト退社後まもなくして、共通の機関部に各種の交換可能なコンポーネントを取り付けることで構成される銃器のコンセプトを考案した。このコンセプトの元に開発された銃器は、いくつかの部品を交換するだけで歩兵銃、カービン、機関銃などそれぞれの火器の役割を果たせるものとされた。
ストーナーは米カリフォルニア州コスタメサにあるキャデラック・ゲージ社西海岸工場に勤務していたハワード・カーソンの助けを得て、同社社長ラッセル・ベイカーに対し自らの考案した新しい火器システムの実現性や商業的可能性について語った。これに感銘を受けたラッセルは、すぐにストーナーを雇用し、またコスタメサにて同社の小火器開発部門を設立したのである。新型銃器の開発にあたり、ストーナーは古巣のアーマライト社からロバート・フレモントとジェームズ・L・サリバンの2名を引きぬいた。なお、サリバンはのちにウルティマックス100機関銃の設計に携わる人物である。
最初の試作型は、7.62x51mm NATO弾を使用する銃器として1962年に完成し、ストーナーM69W(Stoner M69W)と名付けられた。M69Wという名称は逆さにしても全く同じように読めるが、これはストーナーが考案した可逆形機関部の構想を象徴した命名であったとされる。続く設計案は単にストーナー62(Stoner 62)と呼ばれるもので、より大量生産を意図した設計になっていた。しかし、まもなくして設計チームでは陸軍で新採用となったM193弾（.223レミントン弾）を使用する設計への転換を決定した。この弾丸は、かつてストーナーがAR-15の開発の折に使用した銃弾であった。小口径転換後の設計はストーナー63(Stoner 63)と呼ばれた。
1963年2月、最初のストーナー63が製造される。以後、1964年にコスタメサの工場がミシガン州ウォーレンに移設されるまで、合計234丁のストーナー63が製造された。工場移設後、従来は木製だった銃床や銃把にポリカーボネイト・プラスチックが使用されるようになる。ストーナー63の設計はアメリカ合衆国特許第 3,198,076号の元で保護された。

### トライアル
1963年3月4日、国防高等研究計画局(DARPA)は様々な形態のストーナー63を25丁分発注した。これが最初の公的な購入であった。同年の8月から9月にかけて、これらのストーナー63はバージニア州クアンティコにある海兵隊地上部隊開発センター(Marines Corps Landing Force Development Center)にて性能評価が行われた。海兵隊では軽量さと小口径弾採用による携行弾数の増加に対する良好な反応が多く、特に小銃形態と軽機関銃形態を高く評価した。トライアルは海兵隊の試験施設を兼ねた陸軍資材コマンド(Army Material Command)内の試験施設で行われた。
しかし、陸軍による試験ではいくつもの問題点が浮上した。例えば使用を想定していたM193弾では、機関部を動作させるためのガス圧が不足することが多く、同様の問題はAR-15でも発生していた。
こうした問題点により、ストーナー63の信頼性は非常に低いと判断された。試験の数ヶ月後、ストーナー63の制式採用見送りが決定した。陸軍ではステンレス製のガスシリンダーや二点式セレクタと独立した安全装置、排莢口のダストカバーと弾帯送り機構の変更など、いくつかの改良を求めた。陸軍の要求に応えた改良型は、ストーナー63A(Stoner 63A)として1966年から生産が開始された。ストーナー63A以前の初期設計型の生産数はわずか2000丁程度に留まった。

### 配備

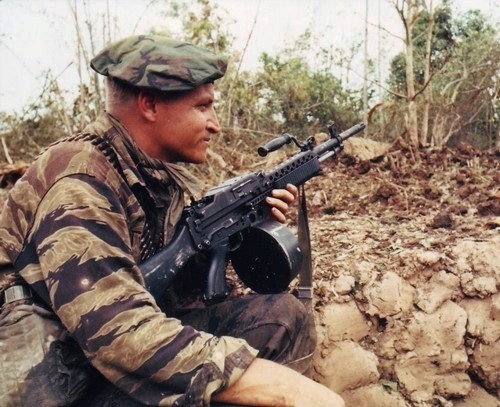
ライトマシンガン型ストーナー63Aを手にするSEALs隊員。150発弾帯を納める専用ドラムマガジンを装着し、予備弾帯も携行している。（1968年3月26日、ベトナム）

開発初期の段階で、少数の試作型ストーナー63が東南アジアに展開しているSEALsによって採用されている。1967年、第1海兵師団第1海兵連隊第3大隊L中隊によってストーナー63Aの実戦試験が行われた。小銃手には小銃型のストーナー63および63Aが配備され、それぞれXM22とXM22E1の仮制式名で呼ばれた。また下級士官等にはカービン型のストーナー63が配備され、XM23の仮制式名で呼ばれた。オートマチックライフル型は分隊支援火器として限定的に使用され、LMG型とMMG型もL中隊武器小隊にて共に使用された。
同年、オランダ・スヘルトーヘンボスにあるオランダ武器兵器製造社(Nederlandsche Wapen-en Munitiefabriek, NWM)は、アメリカ、カナダ、メキシコを除く各国での製造権を獲得した。このライセンスの元、NWMはいくつかの試作を行ったものの、輸出先となる顧客の確保に失敗したため生産は取り止められている。
1970年、アメリカ陸軍ではLMG型をXM207の仮制式名で調達し、グリンベレーにて実戦試験を行なった。しかしM16と比較した場合の構造の複雑さと整備の難しさから1971年には採用計画が撤回されている。同年、キャデラック・ゲージ社はストーナー63の生産を完全に終了した。ストーナー63および63Aの合計生産数はおよそ4000丁に留まった。一方、SEALsではストーナー63のコマンド型をMark 23 Mod 0機関銃(Mark 23 Mod 0 machine gun)として制式に採用した。1980年代後半を通して、これらのストーナー63は段階的にミニミ軽機関銃を国産化したM249軽機関銃に更新され、多くは廃棄処分となった。

## バリエーション

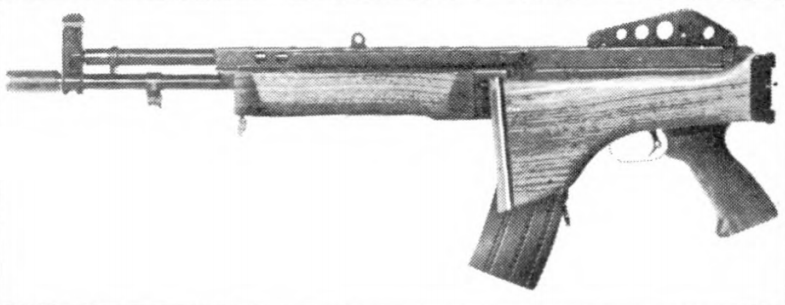
ストーナー63カービン

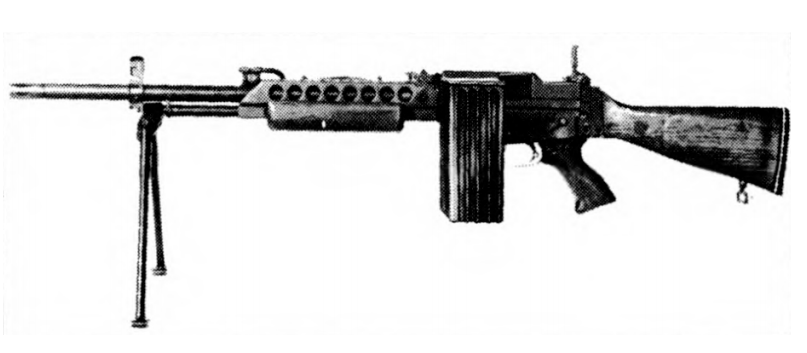
ストーナー63ライトマシンガン

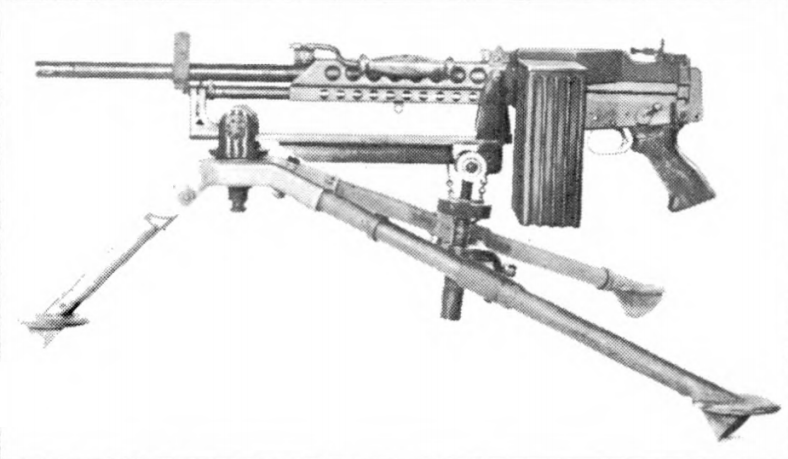
ストーナー63ミディアムマシンガン

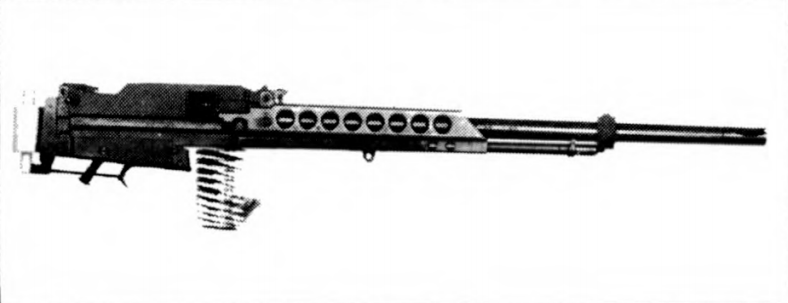
ストーナー63フィクスドマシンガン

ストーナー63はコンポーネントの組み合わせにより15種類の派生型が存在したが、各組み合わせごとの部品共通性は限られていた。主なものではカービン型、突撃銃型、軽機関銃型などの組み合わせが存在した。ガスシステムは組み合わせにより異なる箇所に取り付けられた。この汎用性が仇となり、カービン型および突撃銃型は、同種の火器と比較するとやや重量があった。
ストーナー63/63Aライフル(Stoner 63/63A Rifle)
標準の突撃銃型。30発箱型弾倉を使用した。排莢口は右側面にあり、コッキングハンドルおよびガスシステムは銃身上部に設置されていた。コッキングハンドルは閉鎖不良時のボルトフォワードアシストとしても使え、射撃中は前進位置のまま動かない。ベルト給弾式の組み合わせの場合と異なり、クローズドボルトの状態から発射した。1967年、海兵隊により短期間の試験運用が行われた。後に先台の下に折畳式の二脚が設けられた。
ストーナー63/63Aカービン(Stoner 63/63A Carbine)
カービン型。基本的な構成はライフルと同様だが、折畳式銃床と短銃身を備えていた。1967年、海兵隊により短期間の試験運用が行われた。
ストーナー63/63Aライトマシンガン(Stoner 63/63A Light Machine Gun)
軽機関銃型の1つ。75発、100発、150発のいずれかのリンク式弾帯を収めたドラム型弾倉を用い、銃の右側面から装填する。オープンボルトの状態から発射される。機関部はライフルと同一だが上下が反転されており、排莢口は左側面になる。迅速交換可能な銃身を用いているほか、機関部が反転されているためにガスシリンダは銃身下部に位置している。Navy SEALsが東南アジアでの軍事作戦において運用した。
ストーナー63/63Aオートマチックライフル(Stoner 63/63A Automatic Rifle)
軽機関銃型の1つ。給弾機構を除いては上記ライトマシンガンと同様で、30発箱型弾倉を上部から装填する点が特徴。オープンボルトの状態から発射する。照準器は射手から見て左型に寄せられている。フルオート射撃のみ。1967年、海兵隊により短期間の試験運用が行われた。
ストーナー63/63Aミディアムマシンガン(Stoner 63/63A Medium Machine Gun)
軽機関銃型の1つ。基本的な構成はライトマシンガンと同様だが、M2三脚やM122三脚などを取り付けるためのアタッチメントが設けられている。
ストーナー63/63Aフィクスドマシンガン(Stoner 63/63A Fixed Machine Gun)
軽機関銃型の1つ。基本的な構成はライトマシンガンと同様だが、照星、照門、被筒、握把が除去されている。引き金は24Vソレノイドにより遠隔操作される。コマンドウ装甲車の車載機関銃として提案されたが、不採用となっている。
ストーナー63/63Aコマンドー(Stoner 63/63A Commando)
ライトマシンガンから派生した分隊支援火器型。機関部下部に100発弾帯入弾倉を取り付け、装填は銃の右側面から行う。操作しやすいように、コッキングハンドルは被筒下部に設置されている。肉厚だが短い銃身を備え、重量を抑えるため、他の軽機関銃型が備える迅速交換機能を用いていない。銃身の外面には肉抜きと空冷を兼ねた溝が切られている。銃床は新設計となり、スリング通しの位置が下側から上側に移され、銃床の側面には分解結合の治具として用いるための窓が設けられた。ベトナム戦争中、Navy SEALsが少数を運用した。
ストーナー63サバイバルライフル(Stoner 63 Survival Rifle)
サバイバルライフル型（航空機にサバイバルギアの一部として搭載する小銃）。コルト・コマンドーを原型とするコルトM608サバイバルライフルに対抗する形で1964年に設計された。基本的な構成はライフルと同様だったが、アメリカ空軍が定めるサバイバルライフルの設計基準にあわせて改良が加えられている。具体的には握把を切り詰め、先台を簡易型に交換し、銃身や機関部も短縮、さらにコッキングハンドルは上部に移されていた。銃床は折畳式を用いた。サバイバルライフルには63A型が存在しない。1丁のみが試作され、現在まで保管されている。
現在、ナイツアーマメントが生産しているストーナーLMGはストーナー・シリーズの最新型に当たるが、その設計は元々のストーナー63とは大きく異なる。
ロビンソン・アーマメントではストーナー63の構想を一部引き継いだ民生用半自動小銃としてM96を設計した。外見はストーナー63と類似しており、コンポーネントの組み換え機能も限定的ながら実現している。

## 呼称
ライフル、カービン、ライトマシンガン、コマンドーはいずれもアメリカ軍による制式名称が与えられている。
| 陸軍/海兵隊 | 海軍        | 備考                                            |
| ----------- | ----------- | ----------------------------------------------- |
| XM22        | N/A         | ストーナー63ライフル, 1:12ライフリング          |
| XM22E1      | N/A         | ストーナー63Aライフル, 1:12ライフリング         |
| XM22E2      | N/A         | ストーナー63Aライフル, 1:9ライフリング          |
| XM23        | N/A         | ストーナー63カービン, 1:12ライフリング          |
| XM23E1      | N/A         | ストーナー63Aカービン, 1:12ライフリング         |
| XM23E2      | N/A         | ストーナー63Aカービン, 1:9ライフリング          |
| XM207       | N/A         | ストーナー63ライトマシンガン, 1:12ライフリング  |
| XM207E1     | N/A         | ストーナー63Aライトマシンガン, 1:12ライフリング |
| XM207E2     | N/A         | ストーナー63Aライトマシンガン, 1:9ライフリング  |
| N/A         | Mk 23 Mod 0 | ストーナー63A1コマンドー, 1:12ライフリング      |